# The Mind of Evil
The Mind of Evil (La mente del mal) es el segundo serial de la octava temporada de la serie británica de ciencia ficción Doctor Who, emitido originalmente en seis episodios semanales del 30 de enero al 6 de marzo de 1971.

## Argumento
El Doctor y Jo visitan la remota prisión de Stangmoor para examinar un nuevo método de "curar" la criminalidad, donde los impulsos negativos se eliminan del cerebro usando una "máquina Keller" para activar el "proceso Keller". El profesor Kettering, que dirige el desarrollo del proceso bajo mandato del ausente Emil Keller, recondiciona a un número de internos, incluyendo a Barnham, un criminal duro que parece pasar a un estado más inocente e infantil por el proceso. Las sospechas del Doctor sobre esa máquina Keller son reforzadas tras una cadena de muertes, incluyendo la del propio Kettering, que parecen ocurrir cuando se opera la máquina. Cada muerte parece desatarse por visiones de fobias personales, y el Doctor parece verse amenazado por un infierno cuando se acerca demasiado a la máquina.
Mientras tanto, el Brigadier Lethbridge-Stewart y las tropas de UNIT se encargan de la seguridad en la primera Conferencia Mundial de Paz. La capitana Chin Lee, de la delegación china, cuyo líder está muerto, se comporta de forma extraña intentando elevar la tensión en sus relaciones con los Estados Unidos. Se descubre que sus acciones se están produciendo bajo la influencia de El Amo. Está usando el poder de transmisión de la máquina Keller en sus planes contra el delegado americano, el senador Alcott, que apenas logra sobrevivir al ataque. El Doctor libera del control mental a Chin Lee, y esta le dice que Emil Keller es en realidad el Amo, a quien el Doctor había atrapado en la Tierra al robarle el circuito de desmaterialización de su TARDIS.
En Stangmoor, se desata un motín, y como resultado Harry Mailer, un peligroso criminal que era el siguiente para el proceso Keller, se ha hecho con el control de la prisión. Jo es brevemente tomada como rehén, pero ella ayuda a los guardias a recuperar el control de la prisión. El Doctor vuelve allí para ser capturado por el Amo, que desata la máquina Keller en la mente de su viejo enemigo, debilitándole considerablemente. Pero entonces el Amo pierde el control de la máquina, que contiene un peligroso alienígena parásito mental, y obliga al Doctor a ayudarle a contener su poder. Con esto hecho, el Doctor es apresado otra vez.
El Amo ha ido a Stangmoor para usar a los prisioneros como ejército privado, y los usa para secuestrar un convoy de UNIT que transportaba un letal misil Thunderbol. El misil robado es apuntado entonces a la conferencia de paz, y el capitán Mike Yates, que estaba a cargo del convoy, es tomado prisionero. Abandonado a su suerte, el Brigadier decide que el misil Thunderbol debe estar en Stangmoor, y va al rescate en un asalto estilo "Cabayo de Troya". Las tropas de UNIT toman el control de la prisión, matando a Mailer y los otros líderes de la revuelta. Yates, ahora liberado, hace contacto para decirle a UNIT que el Thunderbolt está retenido en un hangar abandonado cercano.
La máquina Keller se está haciendo más fuerte y se libera de las ataduras temporales que le puso el Doctor. Este contacta con el Amo, que ha ido al hangar con el misil, y le ofrece devolverle su circuito de desmaterialización a cambio del misil. El Amo accede a esta proposición con la condición de que venga solo. El Doctor ha supuesto que Barnham, tras haber pasado por el proceso Keller y no teniendo mal en su mente ya, es inmune a su creciente poder, y usa al prisionero como escudo para transportar la máquina al hangar para su encuentro con su enemigo. En la lucha siguiente, se activa el Thunderbolt y la máquina es destruida, pero los daños del misil son mínimos. El Amo usa el caos para escapar con el circuito de desmaterialización, matando a Barnham en el proceso. Contacta con el Doctor por teléfono para burlarse de él diciéndole que él ahora es libre mientras el Doctor permanece atrapado en su exilio en la Tierra.

### Continuidad
Se ve una profundización en la motivación del Amo y su relación con el Doctor cuando el parásito mental se vuelve contra él y le ataca con imágenes para evocar su terror más profundo: el Amo se enfrenta con imágenes de un Doctor gigante sobre él y riéndose maníacamente.
El parásito mental ataca al Doctor en tres ocasiones separadas. En la primera tiene visiones de llamas de fuego rodeando al Doctor con una cara de terror poco habitual en él. Le dice a Jo cuando se recupera, "No hace mucho he visto un mundo entero consumido por fuego..." Esto parece ser una referencia a la reciente historia Inferno. Las imágenes de las siguientes visiones son de monstruos antiguos (de The War Games, un Cyberman y un Zarbi). Durante estas alucinaciones se oyen voces de Daleks gritando sobre subyugación, exterminio y destrucción.

## Producción
| Episodio          | Fecha de emisión      | Duración | Espectadores en millones | Estado en el archivo               |
| ----------------- | --------------------- | -------- | ------------------------ | ---------------------------------- |
| Episodio 1        | 30 de enero de 1971   | 24:39    | 6,1                      | Película de 16mm en blanco y negro |
| Episodio 2        | 6 de febrero de 1971  | 24:31    | 8,8                      | Película de 16mm en blanco y negro |
| Episodio 3        | 13 de febrero de 1971 | 24:30    | 7,5                      | Película de 16mm en blanco y negro |
| Episodio 4        | 20 de febrero de 1971 | 24:40    | 7,4                      | Película de 16mm en blanco y negro |
| Episodio 5        | 27 de febrero de 1971 | 23:34    | 7,6                      | Película de 16mm en blanco y negro |
| Episodio 6        | 6 de marzo de 1971    | 24:48    | 7,3                      | Película de 16mm en blanco y negro |
| [ 2 ] [ 3 ] [ 4 ] |                       |          |                          |                                    |

Entre los títulos provisionales de esta historia se incluyen The Pandora Machine (La máquina de Pandora), Man Hours (Las horas del hombre) y The Pandora Box (La caja de Pandora). Tiene una aparición como invitado de Michael Sheard.
Algunos exteriores, principalmente los de la prisión de Stangmoor, se filmaron dentro y alrededor del Castillo de Dover. Este serial se pasó tanto del presupuesto que no se permitió que su director, Timothy Combe, volviera a ser considerado para ningún otro trabajo en Doctor Who.

## Publicaciones en VHS, CD y DVD
Esta historia es única en la era de Jon Pertwee en el hecho de que la BBC no conserva ninguno de sus episodios en color tras haber borrado las cintas originales en PAL de 625 líneas. Existe un fragmento en color de aproximadamente cuatro minutos y medio del episodio seis a partir de una grabación doméstica en Betamax NTSC. Como se conservaba una copia completa de los episodios en celuloide de 16mm en blanco y negro, la historia se publicó en VHS en este formato el 5 de mayo de 1988. Las escenas en color, restauradas combinando la señal de color de la grabación doméstica y la imagen de la filmación en blanco y negro, se incluyeron como bonus después de la historia. Varios clips en color de la historia, presumiblemente de una restauración de las filmaciones en blanco y negro todavía no publicada, se incluyeron en el lanzamiento en DVD de Day of the Daleks como parte de la historia de la familia de UNIT.
El sonido del serial se publicó en CD en febrero de 2009 con narración de Richard Franklin.
En estos momentos se está produciendo el DVD del serial y la fecha programada para su publicación es 2013. En febrero de 2012, Steve Roberts del Doctor Who Restoration Team anunció que el episodio uno iba a ser coloreado por Stuart Humphryes (Babelcolour, de YouTube), para la publicación en DVD.